# Иоганн Георг (курфюрст Бранденбурга)
Иоганн Георг Бранденбургский, прозванный Экономный (нем. Johann Georg von Brandenburg; 11 сентября 1525, Кёльн — 8 января 1598, Кёльн) — курфюрст бранденбургский, представитель династии Гогенцоллернов.

## Биография
После смерти отца, курфюрста Иоахима II, и дяди Иоганна Кюстринского (оба умерли в 1571 году) объединил в своих руках все бранденбургские земли.
С большой суровостью взялся за искоренение оставшихся после отца непорядков: велел замучить до смерти заведовавшего монетным делом еврея Липпольда, удалил многих из советников отца, заточил его любовницу Анну Сидов, серьёзно сократил сумму государственного долга.
Сословиям, взявшим на себя уплату 1 млн талеров долга, Иоганн подтвердил их привилегии и дал им дополнительные права. Ненавидя кальвинистов, он позволил иезуитам ряд самоуправств и после введения формулы конкордии строго преследовал отклонения от неё в своих владениях.
Принял у себя бежавших нидерландцев.
13 июля 1574 основал первое гуманитарное образовательное учреждение в тогдашнем Берлине — гимназию «у Серого монастыря». Это старейшая Берлинская гимназия, которая существует и ныне как Евангелическая гимназия у Серого монастыря в берлинском районе Шмаргендорф.

## Семья
От трёх жён у Иоанна было 23 ребёнка; с наследным принцем Иоахимом Фридрихом у него возникла ссора, когда он в интересах детей от последнего брака захотел разделить бранденбургские владения вопреки гогенцоллернскому семейному закону («Dispositio Achillea»).
- Первая жена — София Лигницкая (с 1545 по 1546). Их сын:

1. Иоахим Фридрих (1546—1608), курфюрст Бранденбурга, женат на Екатерине Кюстринской, затем на Элеоноре Прусской

- Вторая жена — Сабина Бранденбург-Ансбахская (с 1548 по 1575). Их дети:

1. Георг Альбрехт (1555—1557)
2. Иоганн (1557)
3. Альбрехт (1557)
4. Магдалена Сабина (1559)
5. Эрдмута (1561—1623)
6. Мария (1562)
7. Ядвига (1563)
8. Магдалена (1564)
9. Маргарита (1565)
10. Анна Мария (1567—1618)
11. София (1568—1622)

- Третья жена — Елизавета Ангальтская (c 1577 по 1598). Их дети:

1. Кристиан (1581—1655), маркграф Бранденбург-Байрейта
2. Магдалена (1582—1616), замужем за ландграфом Гессен-Дармштадта Людвигом V
3. Иоахим Эрнст (1583—1625), маркграф Бранденбург-Ансбаха, женат на Софии Сольмс-Лаубахской
4. Агнесса (1584—1629), замужем за Филиппом Юлием Померанским, затем за Францем Карлом Саксен-Лауэнбургским
5. Фридрих (1588—1611), маркграф Бранденбурга
6. Елизавета София (1589—1629), замужем за Янушем Радзивиллом, затем за Юлием Генрихом Саксен-Лауэнбургским
7. Доротея Сибилла (1590—1625)
8. Георг Альбрехт (1591—1615), маркграф Бранденбурга
9. Сигизмунд (1592—1640)
10. Иоганн (1597—1627)
11. Иоганн Георг (1598—1637)

## Память
18 декабря 1901 на Зигесаллее была открыта 21-я скульптурная группа работы Мартина Вольфа со статуей Иоганна Георга. С мая 2009 статуя Иоганна Георга перенесена в цитадель Шпандау.